# Гроза-6
Р-934УМ2 або Гроза-6 (біл. Навальніца-6) — білоруська станція перешкод та радіоуправління зв'язку, розроблена ВАТ «КБ Радар». Створювалася в рамках серії комплексів та засобів радіоелектронної боротьби «Гроза».

## Опис
Призначена для пошуку, виявлення та радіопридушення ліній радіозв'язку УКХ діапазону, що працюють на фіксованих частотах та в режимах адаптивної та програмної перебудови робочої частоти. До складу входить виявник-пеленгатор з приймально-пеленгаторною антенно-фідерною системою (АФС), два автоматизовані робочі місця операторів, десятиканальний радіопередавач з сімома передаючими АФС, комплект апаратури зв'язку та передачі даних, комплект апаратури електроживлення та життєзабезпечення, автомобільне шасі з двома електростанціями та кузовом-фургоном.
Р-934УМ2 Гроза схожа на Р-934УМ та РП-378АМ, але забезпечує більш високу швидкість виявлення джерел, більш високу точність визначення напрямку руху, генерацію сигналу цифрових перешкод, позиціонування і заглушення радіоліній з запрограмованим налаштуванням робочої частоти або одночасно 16 радіолініями, які працюють на фіксованих частотах.

## Експлуатанти
- Білорусь - 15 грудня 2017 року три нові серійні радіостанції перешкод «Гроза Р-934УМ2» передано.[1]
- Азербайджан[4]
- Лівія
- ОАЕ